# BMW M54
| M54                        | M54                                                                               |
| -------------------------- | --------------------------------------------------------------------------------- |
|                            |                                                                                   |
| Виробник:                  | BMW                                                                               |
| Марка:                     | M54                                                                               |
| Тип:                       | L6                                                                                |
| Робочий об'єм:             | 2,171 см/куб (132 дюймів) 2,494 см/куб (152 дюймів) 2,979 см/куб (182 дюймів) см3 |
| Конфігурація:              | L                                                                                 |
| Циліндрів:                 | 6                                                                                 |
| Клапанів:                  | 24                                                                                |
| Хід поршня:                | 72 мм (2.8 дюйма) 75 мм (3.0 дюйма) 89.6 мм (3.53 дюйма) мм                       |
| Діаметр циліндра:          | 80 мм (3.1 дюйма) 84 мм (3.31 дюйма) мм                                           |
| Система живлення:          | Пряме впорскування                                                                |
| Охолодження:               | рідинне охолодження                                                               |
| Газорозподільний механізм: | DOHC, з VVT                                                                       |
| Матеріал блоку циліндрів:  | Алюміній                                                                          |
| Матеріал ГБЦ:              | Алюміній                                                                          |
| Тактність (число тактів):  | 4                                                                                 |
| Рекомендоване паливо:      | Бензин                                                                            |

BMW M54 — рядний шестициліндровий атмосферний бензиновий двигун, що випускався з 2000 по 2006 рік. Був випущений на E53 X5 і є заміною двигуна M52. S54 є еквівалентним високопродуктивним двигуном, який використовується в E46 M3, Z3 M Coupé/Roadster і E85/E86 Z4 M. Двигун BMW M56 SULEV (продається в кількох штатах США) базується на M54.
M54 було знято з виробництва після появи двигуна BMW N52 у 2004 році. З 2001 по 2003 рік M54 входив до списку 10 найкращих двигунів світу.

## Дизайн
Порівняно з остаточними версіями свого попередника M52 (під назвою «M52TU»), M54 має безповоротну паливну систему, повністю електронну дросельну заслінку (без механічної резервної копії), управління двигуном Siemens MS 43, перероблений впускний колектор. Об'єм найбільшого варіанту збільшився з 2,8 л до 3,0 л (2 979 см3), шляхом збільшення ходу до 89,6 мм (3,53 дюйм).
Відповідно до M52TU, M54 використовує алюмінієвий блок і алюмінієву головку циліндра з чавунними гільзами циліндрів. Регулятор фаз газорозподілу встановлено на обох розподільних валах (називається «подвійним VANOS»), використовується впускний колектор подвійної довжини (називається «DISA»), а термостат керується електронним способом. Червона лінія залишається на рівні 6500 об/хв.
Версія M54 з «технічним оновленням» (TU) не випускалася, тому характеристики двигуна залишалися незмінними протягом семи років виробництва.

## Версії
| Версія | Об‘єм             | Потужність                         | Крутний момент                        | Роки           |
| ------ | ----------------- | ---------------------------------- | ------------------------------------- | -------------- |
| M54B22 | 2,2 л (2 171 см3) | 125 кВт (168 к. с.) при 6100 об/хв | 210 Н⋅м (155 фунт⋅фут) при 3500 об/хв | 2000–2006 роки |
| M54B25 | 2,5 л (2 494 см3) | 141 кВт (189 к. с.) при 6000 об/хв | 245 Н⋅м (181 фунт⋅фут) при 3500 об/хв | 2000–2006 роки |
| M54B30 | 3,0 л (2 979 см3) | 170 кВт (228 к. с.) при 5900 об/хв | 300 Н⋅м (221 фунт⋅фут) при 3500 об/хв | 2000–2006 роки |
| S54B32 | 3,2 л (3 246 см3) | 252 кВт (338 к. с.) при 7900 об/хв | 365 Н⋅м (269 фунт⋅фут) при 4900 об/хв | 2000–2008 роки |

### M54B22
2 171 см3 (132,5 дюйм3) M54B22 виробляє 125 кВт (168 к. с.) при 6100 об/хв і 210 Н⋅м (155 фунт⋅фут) при 3500 об/хв. Діаметр циліндра 80 мм (3,1 дюйм) хід 72 мм (2,8 дюйм), а ступінь стиснення становить 10,8:1.
Застосування
- 2000—2006 E46 320i, 320Ci
- 2000—2003 E39 520i
- 2000—2002 E36/7 Z3 2.2i
- 2003—2005 E85 Z4 2.2i
- 2003—2005 E60/E61 520i

### M54B25
2 494 см3 (152,2 дюйм3) M54B25 виробляє 141 кВт (189 к. с.) при 6000 об / хв і 245 Н⋅м (181 фунт⋅фут) при 3500 об/хв. Діаметр 84 мм (3,3 дюйм), хід 75 мм (3,0 дюйм), а ступінь стиснення становить 10,5:1.
Застосування
- 2000—2002 E36/7 Z3 2.5i
- 2000—2006 E46 325i, 325xi, 325Ci
- 2000—2004 E46/5 325ti
- 2000—2004 E39 525i
- 2003—2005 E60/E61 525i, 525xi
- 2003—2006 E83 X3 2.5i
- 2002—2005 E85 Z4 2.5i

### M54B30
2 979 см3 (181,8 дюйм3) M54B30 є найбільшим варіантом M54 і виробляє 170 кВт (228 к. с.) при 5900 обертів і 300 Н⋅м (221 фунт⋅фут) при 3500 об/хв. Діаметр 84 мм (3,3 дюйм), хід 89,6 мм (3,5 дюйм), а ступінь стиснення становить 10,2:1.
У Сполучених Штатах і Канаді версія «ZHP» M54B30 використовувала інші розподільні вали та перепрограмоване керування двигуном для розробки 175 кВт (235 к. с.) при 5900 об/хв і 301 Н⋅м (222 фунт⋅фут) при 3500 об/хв і мають трохи вищу червону лінію 6800 об/хв (хоча канадські автомобілі все ще показують обмежувач на 6500 об/хв на тахометрі).
M54B30 був у списку 10 найкращих двигунів Ward протягом 2001—2003 років.
Застосування
- 2000—2006 E46 330i, 330xi, 330Ci
- 2000—2004 E39 530i
- 2000—2002 E36/7 Z3 3.0i
- 2003—2005 E60 530i
- 2002—2005 E85 Z4 3.0i
- 2003—2006 E83 X3 3.0i
- 2000—2006 E53 X5 3.0i
- 2002—2005 E65/E66 730i, 730Li
- 2000—2002 Wiesmann MF 30

## S54
| S54                        | S54                       |
| -------------------------- | ------------------------- |
|                            |                           |
| Виробник:                  | BMW                       |
| Марка:                     | S54                       |
| Тип:                       | L6                        |
| Робочий об'єм:             | 3.2 л, (3,246) см/куб см3 |
| Конфігурація:              | L                         |
| Циліндрів:                 | 6                         |
| Клапанів:                  | 24                        |
| Хід поршня:                | 91 мм (3.6 дюйма) мм      |
| Діаметр циліндра:          | 87 мм (3.4 дюйма) мм      |
| Система живлення:          | Пряме впорскування        |
| Охолодження:               | рідинне охолодження       |
| Газорозподільний механізм: | DOHC, з VVT               |
| Матеріал блоку циліндрів:  | Алюміній                  |
| Матеріал ГБЦ:              | Алюміній                  |
| Тактність (число тактів):  | 4                         |
| Рекомендоване паливо:      | Бензин                    |

S54 двигун який рекламувався як високопродуктивна версія M54, однак насправді він є скоріше еволюцією BMW S50 і має кілька спільних деталей з M54. Відповідно до S50, блок двигуна зроблено з чавуну, на відміну від алюмінієвого блоку двигуна, який використовується в M54. Червона зона становить 8000 об/хв.
У порівнянні з S50 S54 має такі особливості:
- Діаметр поршнів збільшений до 87 мм (3,43 дюйм), що призводить до об'єму 3 246 см3 (198,1 дюйм3)
- Перероблені розподільні вали
- Привід клапана пальцем замість ковшових штовхачів
- Ступінь стиснення зросла з 11,3:1 до 11,5:1
- Блок керування двигуном Siemens MSS54 (MSS70 у пізнішому Z4 M)
- Електронне керування дроселем
- Продувальний масляний насос, щоб уникнути масляного голоду під час поворотів (це також було присутнє на S50B30 E36 M3 GT і S50B32, але не на звичайному S50B30)

S54 немає прямого наступника, оскільки наступне покоління E90/E92/E93 M3 оснащувалося двигуном V8 BMW S65.
У 2014 році двигун S65 був замінений рядним шестициліндровим двигуном з турбонаддувом під назвою BMW S55. Повертаючись до конфігурації I6, деякі вважають її духовним наступником S54. Цей двигун вперше використовувався в BMW M3 F80 і BMW M4 F82, а пізніше в BMW M2 Competition F87.

### S54B32
Відхилення потужності та крутного моменту часто пов'язані з нормативами щодо викидів у певній країні або обмеженням простору шасі, що впливає на компонування системи впуску/вихлопу.
Застосування
- 2000—2006 E46 M3 — випускає 252 кВт (343 PS; 338 к. с.) при 7900 об/хв і 365 Н⋅м (269 фунт⋅фут) при 4900 об/хв. Моделі для Сполучених Штатів і Канади випускають 248 кВт (333 к. с.) і 355 Н⋅м (262 фунт⋅фут).
- 2000—2002 E36/7 Z3 M Roadster, E36/8 M Coupé — виробляє 239 кВт (325 PS; 321 к. с.) і 354 Н⋅м (261 фунт⋅фут). Моделі для Сполучених Штатів і Канади випускають 235 кВт (315 к. с.) і 341 Н⋅м (252 фунт⋅фут).
- 2002—2011 Wiesmann MF 3 Roadster — виробляє 343 PS (252 кВт; 343 PS; 338 к. с.)[convert: недійсна опція] і 365 Н⋅м (269 фунт⋅фут)[15][16].
- 2006—2008 E85 Z4 M Roadster, E86 Z4 M Coupé — виробляє 252 кВт (343 PS; 338 к. с.) і 365 Н⋅м (269 фунт⋅фут) — код двигуна 326S4. Моделі для Сполучених Штатів і Канади випускають 246 кВт (330 к. с.) і 355 Н⋅м (262 фунт⋅фут) . У двигуні Z4 M використовується блок керування Siemens MSS70[17].

### S54B32HP

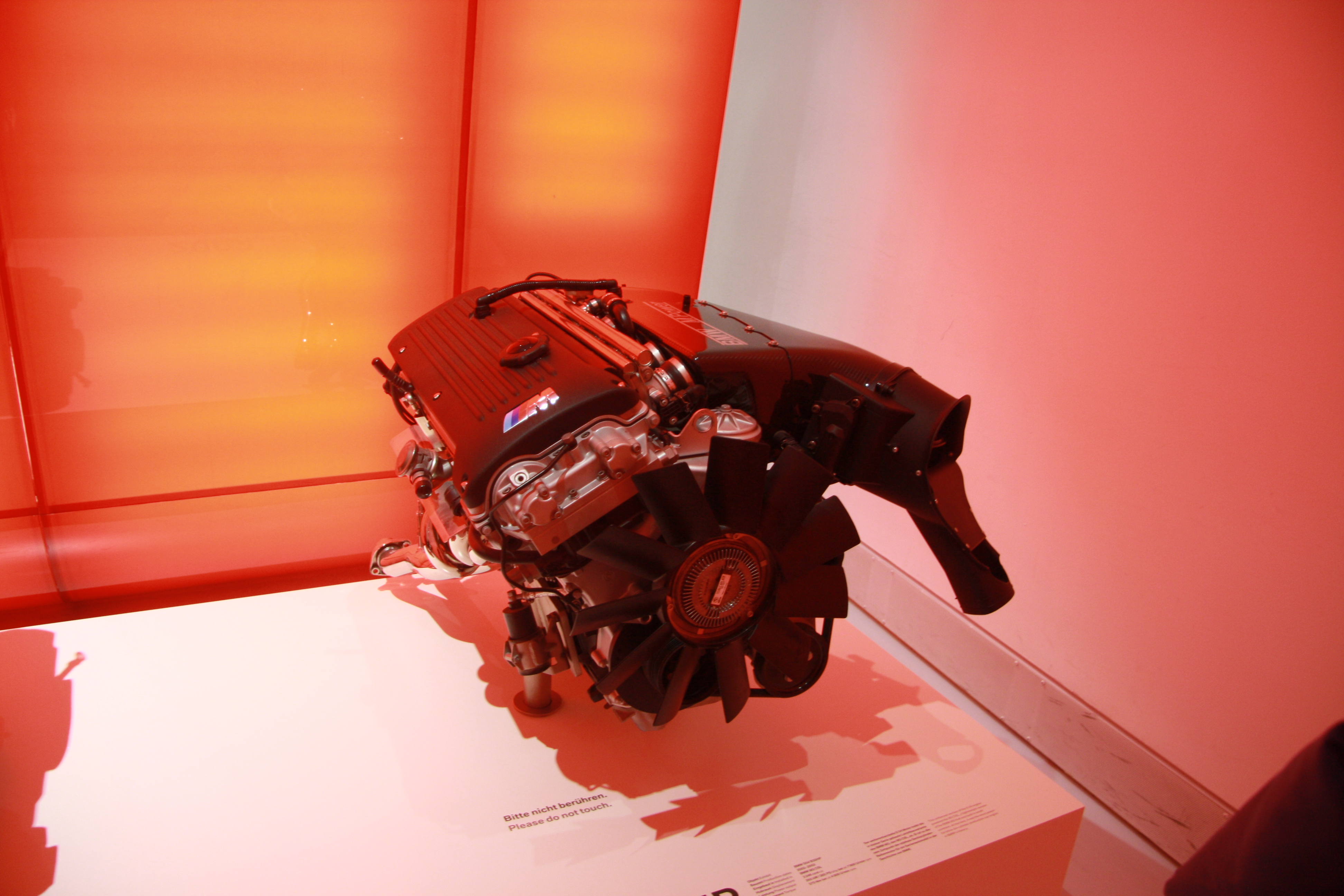
Двигун S54B32HP у Музеї BMW, Мюнхен.

Модернізована версія двигуна S54 була використана в E46 M3 CSL. Цей двигун має позначення S54B32HP, і зміни включають переглянуте впускний отвір із вуглецевого волокна, переглянуті розподільні вали, датчик MAP (замість датчика MAF, який використовується у звичайному S54), полегшений випускний колектор із прямішим трактом повітря (що пізніше став стандартним для звичайного S54) і випрямлений впускний колектор.
Застосування
- 2003 E46 M3 CSL 265 кВт (360 к. с.), 370 Н⋅м (273 фунт⋅фут)[19]
- 2009 Wiesmann MF 3 Roadster «20th Anniversary Edition» — випускає 265 кВт (360 к. с.), 370 Н⋅м (273 фунт⋅фут)